# Dommarien
Dommarien är en kommun i departementet Haute-Marne i regionen Grand Est (tidigare regionen Champagne-Ardenne) i nordöstra Frankrike. Kommunen ligger i kantonen Prauthoy som tillhör arrondissementet Langres. År 2022 hade Dommarien 176 invånare.

## Befolkningsutveckling
Antalet invånare i kommunen Dommarien
| Referens: INSEE |